# Manoir de Trédec
Le manoir de Trédec est un édifice situé à Locqueltas en France.

## Localisation
Le manoir est situé sur le territoire de la commune de Locqueltas, au lieu-dit Trédec, dans le département du Morbihan en région Bretagne.

## Description
Le manoir date du XVIe siècle, édifice construit en pierre de taille de granite, un étage carré, élévation à travées. Toiture à longs pans recouverte d'ardoises. Escalier dans-œuvre : escalier à vis sans jour.

## Historique
Le manoir du XVIe siècle sans doute modifié (pignon gauche, élévation postérieure, toiture), il est inscrit à l'inventaire général du patrimoine culturel.